# Ruth Mompati
Ruth Segomotsi Mompati (née Ruth Seikgomotso Seitshoko le 14 septembre 1925 et morte le 12 mai 2015 au Cap en Afrique du Sud) est une femme politique sud-africaine. Elle est l'une des animatrices de la « marche des Femmes », une manifestation contre les lois de l'apartheid qui eut lieu à Pretoria le 9 août 1956. Membre du congrès national africain (ANC), elle est députée sud-africaine de 1994 à 1996, puis ambassadrice d'Afrique du Sud en Suisse de 1996 à 2000 et maire de la municipalité de Vryburg de 2001 à 2011.

## Biographie
Ruth Seikgomotso Seitshoko est née en 1925 dans le village de Khanyesa dans l'ouest de la province du Transvaal (actuelle Province du Nord-Ouest), à 80 km au nord de Vryburg. Très jeune, elle déménage avec ses parents, à Huhudi, un township à la périphérie de Vryburg. Son père, Khaonyatse/Gaonyatse Seichoko, meurt lorsqu'elle a quatorze ans. Après avoir commencé un enseignement en secondaire, elle est contrainte de travailler pour une famille de blancs, la famille n'ayant plus assez de ressources. Elle reprend ultérieurement des formations puis intègre l'école de Tygerkloof de formation d'enseignants. Elle obtient un diplôme d'enseignant d'école primaire en 1944,. 
Elle enseigne ensuite dans le village de Dithakwaneng. Mais en 1948, sa mère ayant des problèmes de santé, elle obtient un poste d'enseignement à l'école de Vryburg, et tout en étant enseignante, participe à des activités syndicales. En 1952, elle se marie, s'installe à Johannesbourg et quitte l'enseignement. Elle étudie la sténographie et la dactylographie dans une école privée.
De 1953 à 1961, elle travaille comme dactylo pour Nelson Mandela et Oliver Tambo, les deux premiers avocats noirs de Johannesbourg. Elle rejoint le Congrès national africain (ANC) en 1954, et est élue au Comité exécutif national de la ligue des femmes de l'ANC (section féminine de l'ANC). Elle est membre fondateur de la Fédération des femmes sud-africaines (FEDSAW) en 1954, une fédération qui joue un rôle important dans la protestation contre l'apartheid. Elle devient logiquement une des animatrices de la marche des femmes le 9 août 1956, avec Bertha Gxowa, Fatima Meer, Florence Mkhize, Rita Ndzanga, Lillian Ngoyi, Albertina Sisulu, Helen Joseph, Bettie du Toit, Rahima Moosa, Sophia Williams, ou encore Frances Baard. Cette marche réunit, devant les Union Buildings à Pretoria, plus de 20 000 femmes sud-africaines de toutes races contre les modifications proposées à la loi de 1950 sur les zones urbaines, dans le cadre des dispositifs législatifs de mise en place de l'apartheid.
Elle est contrainte de s'exiler en 1962 et prend alors le nom de Ruth Mompati en mémoire du prénom de son fils ainé. Elle suit une formation militaire et devient responsable de la Section des femmes de l'ANC en Tanzanie. 
De 1966 à 1973, elle est membre du Conseil exécutif national de l'ANC, la plus haute instance de cette organisation. Début avril 1990, elle est désignée par l'ANC pour faire partie d'une délégation, avec Nelson Mandela, Alfred Nzo, Joe Slovo, Joe Modise, Thabo Mbeki, Walter Sisulu, Ahmed Kathrada, Cheryl Carolus, Archie Gumede (en), et Beyers Naudé, pour négocier avec le gouvernement sud-africain une sortie pacifique de l'apartheid et une transition vers une démocratie non-raciale,. Autorisée à revenir dans son pays natal, elle arrive au Cap le 27 avril 1990, après 28 ans d'exil. Le 10 août 1992, un jour après l'anniversaire de la Marche des femmes à Pretoria, en 1956, elle est amenée à s'exprimer au Comité spécial contre l'apartheid des Nations unies, à New York, sur le thème des femmes. 
Lors des premières élections nationales au suffrage universel en 1994, elle est élue  membre du parlement de l'Afrique du Sud. Puis elle est nommée ambassadrice en Suisse de 1996 à 2000. 
En 2001, elle devient maire de Vryburg, et sert comme membre de l'exécutif de l'association des vétérans de l'Umkhonto we Sizwe,.
Elle meurt le 12 mai 2015  à l'hôpital du Cap,.